# Vliegveld Sazená
Vliegveld Sazená (Tsjechisch: Letiště Sazená) is een Tsjechisch binnenlands vliegveld nabĳ Sazená, Chržín en Velvary. Ook ligt het niet ver van Kralupy nad Vltavou. Opvallend aan het vliegveld is dat het op de grens van drie districten ligt: Kladno, Mělník en Litoměřice.

## Faciliteiten en vervoer
De technische faciliteiten van het vliegveld bevinden zich aan de zuidkant, in de gemeente Chržín. De uitbater en exploitant van het vliegveld is Aeroklub Kralupy nad Vltavou. Sazená is onderworpen aan hoogtebeperkingen vanwege de ligging diep in de terminal control area van de luchthaven van Praag en vliegveld Vodochody.

## Geschiedenis
Vliegveld Sazená werd in de jaren 1960 aangelegd ter vervanging van het vliegveld Kralupy bij Lobeček, dat in 1958 moest wijken voor de bouw van de chemische fabriek Kaučuk Kralupy. Op 25 mei 1967 steeg het eerste vliegtuig op. In eerste instantie diende het vliegveld als militaire reserveluchthaven. Ook gebruikte het bedrijf Aero Vodochody de grasbaan voor het testen van de schietstoel van de Aero L-39 Albatros-vliegtuigen.